# جورج دام
جورج دام (بالإنجليزية: George Damm)‏ هو محامي وسياسي أمريكي، ولد في 23 فبراير 1896 في الولايات المتحدة، وتوفي في 1 مارس 1964 في نفس البلد. حزبياً، نشط في الحزب الديمقراطي.